# Sparidae
Los sargos, palmas, plumas, o espáridos (Sparidae) son una familia de peces perciformes. Tienen el cuerpo muy comprimido lateralmente, aleta dorsal con espinas, aleta caudal escotada y escamas ctenoides bien desarrolladas.

## Biología
Son omnívoros y viven en el litoral, entre las piedras o prados de Posidonia.
Son hermafroditas con alternancia de sexo a lo largo de su vida, de forma que en unas especies son primero hembra y a los pocos años se convierten en machos y en otras especies de espáridos primero son machos y terminan como hembras.

## Especies
La familia contiene 125 especies y 37 géneros:
- Género Acanthopagrus
  - Acanthopagrus akazakii Iwatsuki, Kimura & Yoshino, 2006
  - Acanthopagrus australis (Gunther, 1859)
  - Acanthopagrus berda (Forsskål, 1775), Sargo picnic.
  - Acanthopagrus bifasciatus (Forsskål, 1775), Sargo de dos bandas.
  - Acanthopagrus butcheri (Munro, 1949)
  - Acanthopagrus latus (Houttuyn, 1782), Sargo aleta amarilla.
  - Acanthopagrus palmaris (Whitley, 1935)
  - Acanthopagrus schlegelii czerskii (Berg, 1914)
  - Acanthopagrus schlegelii schlegelii (Bleeker, 1854)
  - Acanthopagrus sivicolus (Akazaki, 1962)
  - Acanthopagrus taiwanensis (Iwatsuki & Carpenter, 2006)

- Género Allotaius
  - Allotaius spariformis 	(Ogilby, 1910)
- Género Archosargus
  - Archosargus pourtalesii (Steindachner, 1881), Camiseta rayada (islas Galápagos-Ecuador).
  - Archosargus probatocephalus (Walbaum, 1792), Sargo chopa.
  - Archosargus rhomboidalis (Linnaeus, 1758); Bocayate (Rep.Dominicana); Cagalona o Sardo rayado (Venezuela); Chopa amarilla, Salema o Sargo (Cuba); Mojarra amarilla o Mojarra rayada (Colombia); Sargo amarillo (Colombia, México y España)

- Género Argyrops
  - Argyrops bleekeri (Oshima, 1927)
  - Argyrops filamentosus (Valenciennes, 1830), Sargo soldado.
  - Argyrops megalommatus (Klunzinger, 1870)
  - Argyrops spinifer (Forsskål, 1775), Sargo real.

- Género Argyrozona
  - Argyrozona argyrozona (Valenciennes, 1830), Dentón carpintero.

- Género Boops
  - Boops boops (Linnaeus, 1758), Boga.
  - Boops lineatus (Boulenger, 1892)

- Género Boopsoidea
  - Boopsoidea inornata (Castelnau, 1861)

- Género Calamus --->

- Género Cheimerius
  - Cheimerius matsubarai (Akazaki, 1962)
  - Cheimerius nufar (Valenciennes, 1830), Dentón nufar.

- Género Chrysoblephus
  - Chrysoblephus anglicus (Gilchrist & Thompson, 1908), Sargo de Natal.
  - Chrysoblephus cristiceps (Valenciennes, 1830), Sargo puñal.
  - Chrysoblephus gibbiceps (Valenciennes, 1830), Sargo cabezón.
  - Chrysoblephus laticeps (Valenciennes, 1830), Sargo montura blanca.
  - Chrysoblephus lophus (Fowler, 1925), Sargo ñato.
  - Chrysoblephus puniceus (Gilchrist & Thompson, 1908), Sargo elegante.

- Género Chrysophrys
  - Chrysophrys auratus (Forster, 1801), Dorada del Pacífico.

- Género Crenidens
  - Crenidens crenidens (Forsskål, 1775), Salema del mar Rojo.

- Género Cymatoceps
  - Cymatoceps nasutus (Castelnau, 1861), Sargo narigón.

- Género Dentex
  - Dentex angolensis (Poll & Maul, 1953), Dentón angoleño.
  - Dentex barnardi (Cadenat, 1970), Chacarona sureña.
  - Dentex canariensis (Steindachner, 1881), Chacarona de Canarias.
  - Dentex congoensis (Poll, 1954), Dentón congolés.
  - Dentex dentex (Linnaeus, 1758), Dentón.
  - Dentex fourmanoiri (Akazaki & Séret, 1999)
  - Dentex gibbosus (Rafinesque, 1810), Dentón o Sama de pluma.
  - Dentex macrophthalmus (Bloch, 1791), Cachocho o Cachucho.
  - Dentex maroccanus (Valenciennes, 1830), Sama o Sama marroquí.
  - Dentex tumifrons (Temminck & Schlegel, 1843)

- Género Diplodus
  - Diplodus annularis (Linnaeus, 1758), Sargo o Raspallón.
  - Diplodus argenteus argenteus (Valenciennes, 1830), San pedra (Venezuela; Sargo de América del Sur (España); Sargo (Uruguay).
  - Diplodus argenteus caudimacula (Poey, 1860), Sargo (Cuba y los Estados Unidos); Sargo fino (España).
  - Diplodus bellottii (Steindachner, 1882), Breca (Estados Unidos); Raspallón senegalés (España).
  - Diplodus bermudensis (Caldwell, 1965)
  - Diplodus capensis (Smith, 1844), Sargo del Cabo.
  - Diplodus cervinus cervinus (Lowe, 1838), Sargo breado o capote.
  - Diplodus cervinus hottentotus (Smith, 1844), Sargo breado.
  - Diplodus cervinus omanensis (Bauchot & Bianchi, 1984)
  - Diplodus fasciatus (Valenciennes, 1830), Sargo listado.
  - Diplodus holbrookii (Bean, 1878), Sargo cotonero.
  - Diplodus noct (Valenciennes, 1830), Sargo del mar Rojo.
  - Diplodus prayensis (Cadenat, 1964), Mojarra, Mucharra o Sargo dorado.
  - Diplodus puntazzo (Cetti, 1777), Sargo picudo.
  - Diplodus sargus ascensionis (Valenciennes, 1830)
  - Diplodus sargus cadenati (de la Paz, Bauchot & Daget, 1974), Sargo marroquí.
  - Diplodus sargus helenae (Sauvage, 1879), Sargo de Santa Elena.
  - Diplodus sargus kotschyi (Steindachner, 1876), Sargo luna llena.
  - Diplodus sargus lineatus (Valenciennes, 1830), Sargo de Cabo Verde.
  - Diplodus sargus sargus (Linnaeus, 1758), Sargo común.
  - Diplodus vulgaris (Geoffroy Saint-Hilaire, 1817), Sargo o Sargo mojarra.

- Género Evynnis
  - Evynnis cardinalis (Lacepède, 1802)
  - Evynnis japonica (Tanaka, 1931)

- Género Gymnocrotaphus
  - Gymnocrotaphus curvidens (Günther, 1859)

- Género Lagodon
  - Lagodon rhomboides (Linnaeus, 1766), Chopa espina o Sargo (Cuba, México y los Estados Unidos); Sargo salema (España).

- Género Lithognathus
  - Lithognathus aureti (Smith, 1962), Herrera de la costa oeste.
  - Lithognathus lithognathus (Cuvier, 1829), Erla o Herrera del Cabo.
  - Lithognathus mormyrus (Linnaeus, 1758), Herrera.
  - Lithognathus olivieri (Penrith & Penrith, 1969)

- Género Oblada
  - Oblada melanura (Linnaeus, 1758), Oblada.

- Género Pachymetopon
  - Pachymetopon aeneum (Gilchrist & Thompson, 1908), Hotentote azul.
  - Pachymetopon blochii (Valenciennes, 1830), Sargo hotentote.
  - Pachymetopon grande (Günther, 1859), Hotentote bronceado.

- Género Pagellus
  - Pagellus acarne (Risso, 1827), Aligote o Besugo
  - Pagellus affinis (Boulenger, 1888), Pandora árabe.
  - Pagellus bellottii (Steindachner, 1882), Breca o Garapello.
  - Pagellus bogaraveo (Brünnich, 1768), Besugo.
  - Pagellus erythrinus (Linnaeus, 1758), Breca.
  - Pagellus natalensis (Steindachner, 1903), Pandora de Natal.

- Género Pagrus
  - Pagrus africanus (Akazaki, 1962), Pargo o Machote.
  - Pagrus auriga (Valenciennes, 1843), Pargo sémola.
  - Pagrus caeruleostictus (Valenciennes, 1830), Hurta.
  - Pagrus major (Temminck & Schlegel, 1843), Pargo del Japón.
  - Pagrus pagrus (Linnaeus, 1758), Pargo colorado o Besugo (Argentina, Uruguay y Venezuela); Pargo (Colombia y España); Sargo piedra (Colombia); Sargo rojo (México).

- Género Parargyrops
  - Parargyrops edita (Tanaka, 1916)

- Género Petrus
  - Petrus rupestris (Valenciennes, 1830), Dentón rupestre o Dentón del Cabo.

- Género Polyamblyodon 
  - Polyamblyodon germanum (Barnard, 1934), Sargo germán de Natal.
  - Polyamblyodon gibbosum (Pellegrin, 1914), Sargo navaja.

- Género Polysteganus
  - Polysteganus baissaci (Smith, 1978), Dentón guingán.
  - Polysteganus coeruleopunctatus (Klunzinger, 1870), Dentón azul.
  - Polysteganus praeorbitalis (Günther, 1859), Dentón de Natal o Dentón listado.
  - Polysteganus undulosus (Regan, 1908), Dentón manchado o Dentón ocelado.

- Género Porcostoma
  - Porcostoma dentata (Gilchrist & Thompson, 1908), Sargo dentón.

- Género Ptreogymnus
  - Pterogymnus laniarius (Valenciennes, 1830), Panga o Sargo panga.

- Género Rhabdosargus
  - Rhabdosargus globiceps (Valenciennes, 1830), Pargo ñato o Sargo austral.
  - Rhabdosargus haffara (Forsskål, 1775), Sargo hafará.
  - Rhabdosargus holubi (Steindachner, 1881), Sargo del Cabo.
  - Rhabdosargus sarba (Forsskål, 1775)
  - Rhabdosargus thorpei (Smith, 1979), Sargo ojigrande.

- Género Sarpa
  - Sarpa salpa (Linnaeus, 1758), Salema o Saboga.

- Género Sparidentex
  - Sparidentex hasta (Valenciennes, 1830), Sargo sobaito.

- Género Sparodon
  - Sparodon durbanensis (Castelnau, 1861), Sargo berberecho.

- Género Sparus
  - Sparus aurata (Linnaeus, 1758), Dorada.

- Género Spondyliosoma
  - Spondyliosoma cantharus (Linnaeus, 1758), Chopa, Sargo chopa o Salema.
  - Spondyliosoma emarginatum (Valenciennes, 1830), Chopa austral.

- Género Stenotomus
  - Stenotomus caprinus (Jordan & Gilbert, 1882), Sargo espinudo.
  - Stenotomus chrysops (Linnaeus, 1766), Sargo de América del Norte.

- Género Virididentex
  - Virididentex acromegalus (Osório, 1911), Sama bocona.